# Casole d’Elsa
Casole d’Elsa ist eine italienische Gemeinde mit 3721 Einwohnern (Stand 31. Dezember 2023) in der Provinz Siena, Region Toskana in Italien.

## Geografie

Lage von Casole d’Elsa in der Provinz Siena

Der Ort erstreckt sich über 148 km². Casole d’Elsa liegt ca. 50 km südwestlich der Regionalhauptstadt Florenz und ca. 25 km westlich der Provinzhauptstadt Siena in der Gebirgskette Montagnola Senese und in der klimatischen Einordnung italienischer Gemeinden in der Zone E, 2 105 GG. Namenszusatzgebend ist der Fluss Elsa (7 km im Gemeindegebiet), zudem liegt der Ort am Fluss Cecina (3 km im Gemeindegebiet). Wichtige Torrenti im Ortsgebiet sind der Sellate (13 von 18 km im Gemeindegebiet) und der Rosia (4 km im Gemeindegebiet). Der Ort gehört dem Bistum Volterra an und untersteht somit dem Erzbistum Pisa als Suffragandiözese. Die östlichen Ortsteile und Mensano gehören dem Erzbistum Siena-Colle di Val d’Elsa-Montalcino an.
Zu den Ortsteilen (frazioni) gehören Mensano (499 m, ca. 125 Einwohner), Monteguidi (421 m, ca. 150 Einwohner), Pievescola (272 m, ca. 300 Einwohner) sowie La Corsina (392 m, ca. 180 Einwohner), Cavallano (298 m, ca. 120 Einwohner) und Il Merlo (306 m, ca. 100 Einwohner). Weitere Örtlichkeiten (località) bzw. Weiler sind Maggiano, Marmoraia, San Chimento und Scorgiano (gehört zum Teil auch zu Monteriggioni).
Die Nachbargemeinden sind Castelnuovo di Val di Cecina (PI), Chiusdino, Colle di Val d’Elsa, Monteriggioni, Pomarance (PI), Radicondoli, Sovicille und Volterra (PI).

## Geschichte
Erstmals erwähnt wird der Ort 896 in Dokumenten des Bistums Volterra, welches im 11. Jahrhundert den Ort mit einer Burg ausstattete. 1186 wurden von Heinrich VI. die Pannocchieschi als Herren bestätigt. 1201 erklärte sich Casole d’Elsa als freie Kommune, wurde aber bereits 1240 von Siena nach langer Belagerung erobert. Dies wurde nach der Schlacht von Montaperti 1260 durch die Verhandlungen in Castelfiorentino am 25. November 1260 bestätigt. Aufstände gegen die seneser Herrschaft gab es 1312 und 1313, jeweils nach Besuchen von Heinrich VII. Die Stadtmauern wurden 1481 von Francesco di Giorgio verstärkt. 1492 gab sich der Ort die Statuten. 1554 eroberte Florenz im Zuge des Krieges gegen Siena den Ort. Am Ende des 18. Jahrhunderts wurde die Gemeinde von den Truppen Napoleons erobert, die bis 1814 blieben. Danach wurde Casole in das Großherzogtum Toskana eingegliedert, wo es bis 1861 verblieb und dann ins Königreich Italien integriert wurde. Der Ortsnamenzusatz d’Elsa wurde 1862 hinzugefügt. Im Zweiten Weltkrieg erlitt der Ort erhebliche Schäden, so wurden die beiden (einzigen) historischen Stadttore Porta ai Frati (nördliches Tor) und Porta Rivellino (südliches Tor) zerstört.

## Sehenswürdigkeiten

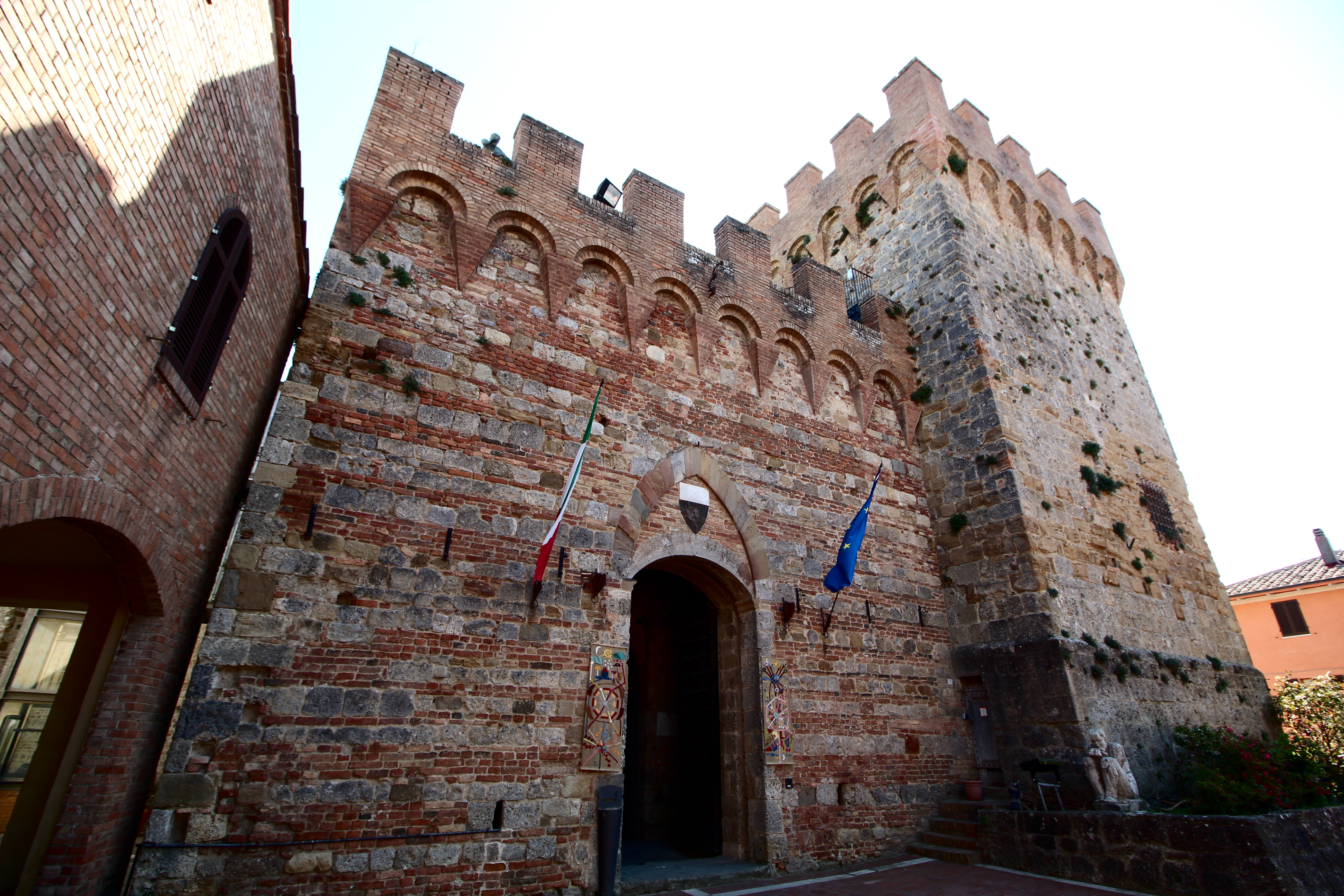
Die Burg Rocca Senese, das heutige Rathaus

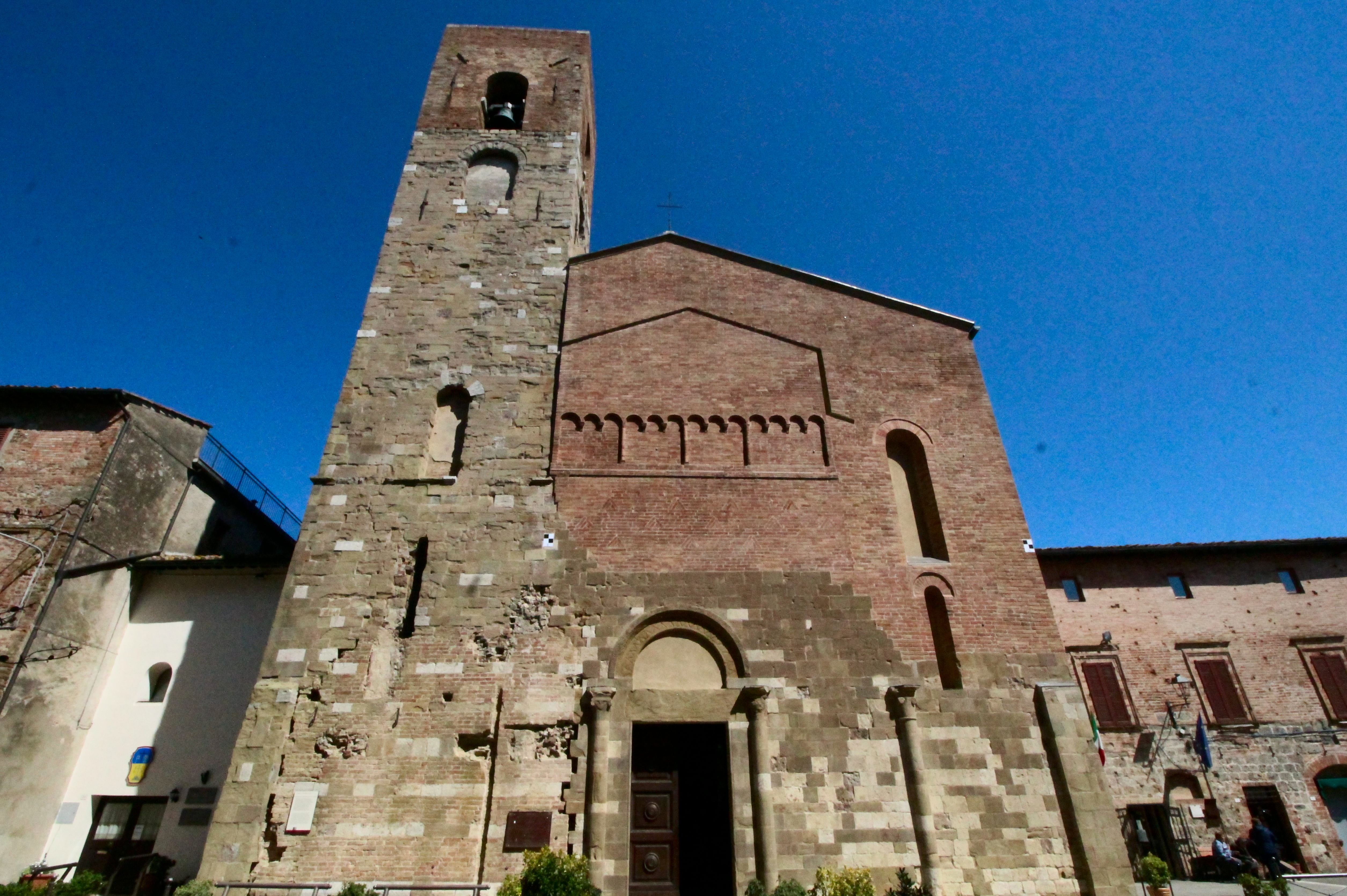
Collegiata di Santa Maria Assunta im Ortskern

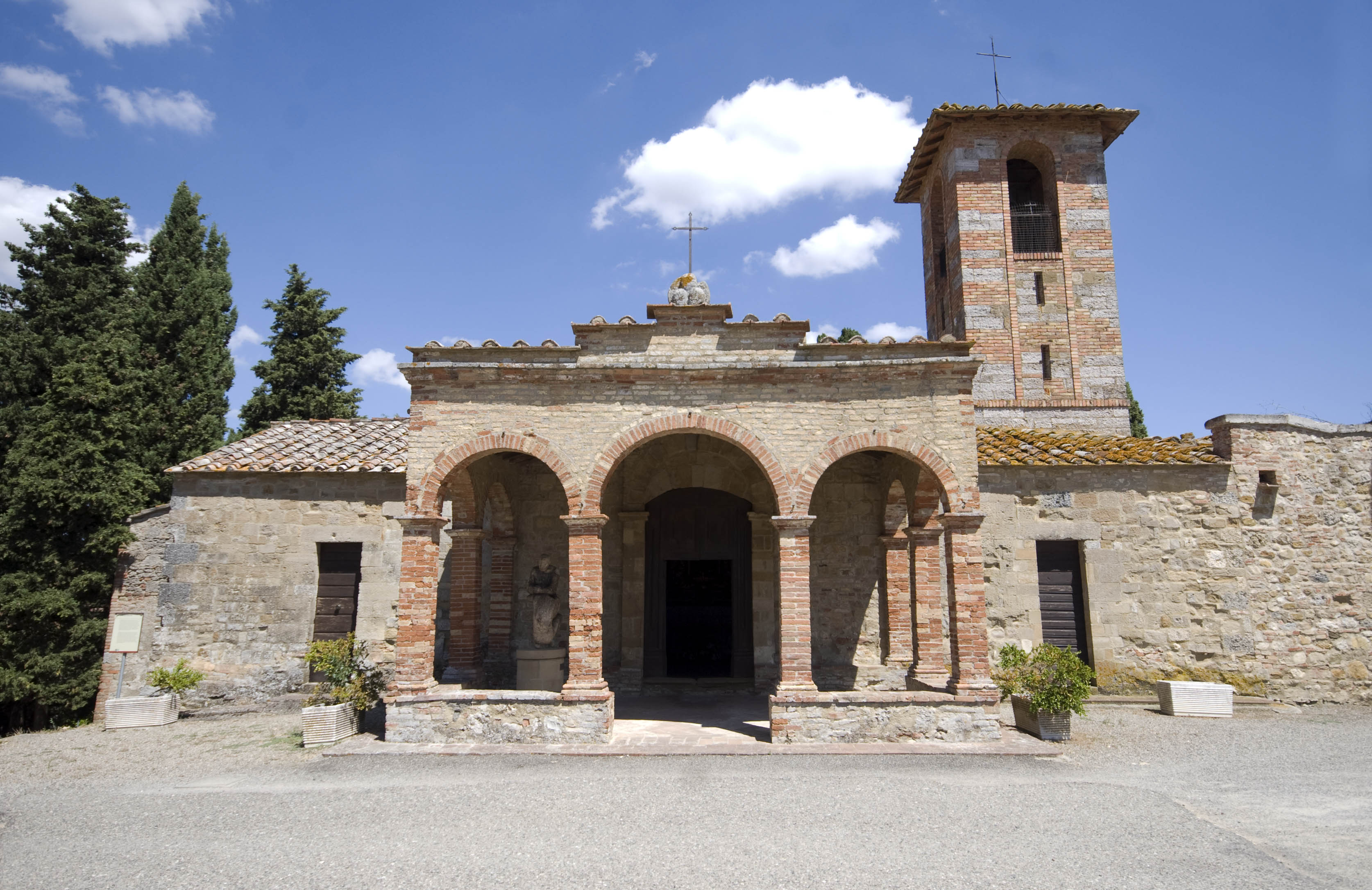
Chiesa di San Niccolò kurz vor dem Ort

- Collegiata di Santa Maria Assunta, 1161 konsekrierte Kirche im Ortskern, die als Pfarrkirche dient und im Bistum Volterra liegt. Enthält das Werk Giudizio Universale des Duccio di Buoninsegna sowie Pietà e i Santi Andrea e Niccolò von 1586 von Alessandro Casolani.
- Museo archeologico e della Collegiata, Museum rechtsseitig der Collegiata. Die ersten drei Säale gehören dem Museo Archeologico, danach beginnt das Museo della Collegiata. Hier finden sich Werke von Alessandro Casolani (Madonna col Bambino e San Giovannino, Madonna col Bambino, San Giovannino e due devoti, Cristo benedicente, alle am Ende des 16. Jahrhunderts entstanden, und San Giovanni dolente sowie Maria Maddalena dolente aus dem 17. Jahrhundert. Zudem sind einige Bildentwürfe wie Ritratto muliebre, Sacra Conversazione und Studi per un angelo annunciante e un cane zu besichtigen, alle Werke im Saal 1 des Museo della Collegiata), Lippo Vanni (Graduale et Kyriale, Buchmalerei, Saal 2), Giacomo Pacchiarotti (Madonna con Bambino tra i Santi Donato, Michele Arcangelo, Sebastiano e Nicola (Fresko), Maddalena e San Girolamo und Sant’Agnese e San Francesco, beides Tafelgemälde, alle in Saal 4), Francesco Rustici (San Sebastiano curato dalle pie donne, Saal 6), Vincenzo Rustici (Sacra Famiglia, Saal 6) und Rutilio Manetti (San Girolamo nello Studio, Saal 6).[8]
- Rocca di Casole d’Elsa, auch Castello di Casole d’Elsa oder Rocca Senese[7] genannt. Entstand 1352 mit zwei ungleichen Türmen.[6] Hier befindet sich heute der Rathaussitz.
- Palazzo Pretorio, ehemaliger Herrscherpalast im Ortskern. Enthält auf der Fassade Wappen der Herrschaftsfamilien vom 14. bis ins 16. Jahrhundert und ein Fresko von Giacomo Pacchiarotti (heute im Museo della Collegiata).[9]
- San Pietro, ehemalige Kirche und heutiges Gebetshaus im Ortskern. Gehörte zunächst zum Kloster Convento dei Serviti di Maria und erhielt seine heutigen Funktionen um 1930.[10]
- Santo Spirito, Kirche im Ortskern. Gehörte zu dem ehemaligen Hospital von Santo Spirito.
- Chiesa di San Niccolò, bereits 1348 schriftlich erwähnte Kirche kurz außerhalb der Stadtmauern, enthält Fresken von Francesco Rustici.
- San Michele Arcangelo, Pfarrkirche in Cavallano, die bereits 971 erwähnt wurde.[11]
- San Pietro, Kirche in Cotorniano, erstmals Anfang des 14. Jahrhunderts erwähnt.[12]
- San Pietro, Kirche in Gallena, erstmals 1274 erwähnt.[13]
- San Giusto e Santa Lucia, Kirche in Lucciana, bereits 1356 erwähnt.[14]
- San Biagio a Mensano, kleine Kirche im Ortsteil Mensano (Erzbistum Siena-Colle di Val d’Elsa-Montalcino).
- Pieve di San Giovanni Battista a Mensano, bereits 1171 erwähnte Pieve in Mensano (Erzbistum Siena-Colle di Val d’Elsa-Montalcino).
- Pieve dei Santi Maria e Gervasio a Marmoraia, bereits 1047 erwähnte Pieve in der Località Marmoraia (Erzbistum Siena-Colle di Val d’Elsa-Montalcino),[15][16] ca. 5 km östlich von Casole d’Elsa.
- Chiesa dei Santi Andrea e Lorenzo, Kirche im Ortsteil Monteguidi.
- Chiesa della Visitazione, Kirche im Ortsteil Monteguidi.
- Pieve di San Giovanni Battista a Pievescola, bereits 1032 erwähnte Pieve im Ortsteil Pievescola[15] (Erzbistum Siena-Colle di Val d’Elsa-Montalcino).
- Villa di San Chimento, Villa aus dem späten 16. Jahrhundert nahe Pievescola und Scorgiano.[17]
- Villa la Suvera, Gebäude nahe Pievescuola. Die antike Burg wurde erstmals 1197 als Rocca der Familie der Ardengheschi erwähnt. Ab 1216 unterstand sie der Gerichtsbarkeit von Siena, die 1268 aus bisher unergründeten Motiven die Rocca zerstören ließ. Das heutige Gebäude entstand auf den Grundmauern der alten Burg, das 1507 auf Vermittlung von Pandolfo Petrucci an den Papst Julius II. (Giuliano della Rovere) überging und damit zum Kirchenstaat gehörte. Die Umbauarbeiten von der Festung zur Villa fanden um die gleiche Zeit statt und wurden von Baldassare Peruzzi durchgeführt. 1534 wurde das Besitztum von der Familie Della Rovere an die Familie der Chigi aus Siena verkauft, die bereits seit 1509 mit Erlaubnis der della Rovere hier wohnhaft waren.[18]
- Santa Fiora, Kirche in Scorgiano (Erzbistum Siena-Colle di Val d’Elsa-Montalcino) aus dem 13. Jahrhundert.[19]

## Veranstaltungen
- Jeden zweiten Sonntag im Juli findet ein Palio statt, der mit Pferden ausgetragen wird. Hierbei treten vier Ortsteile Campagna, Cavallano, Il Merlo und Monteguidi sowie die zwei Contraden (Bezirke innerhalb der Stadtmauern) Pievalle und Rivellino gegeneinander an.[20] Der Palio von Casole ist in seiner Struktur in weiten Teilen dem Palio di Siena ähnlich.

## Auszeichnungen
- Casole d’Elsa ist Träger der Bandiera Arancione des TCI.[21]

## Söhne und Töchter der Gemeinde
- Alessandro Casolani (1552–1607), Maler im Stile des Manierismus
- Patrizia Ciofi (* 1967), Koloratursopranistin